# Спасић
Спасић је српско презиме.

## Географска распрострањеност
Од 2014. године 84,9% свих познатих носилаца презимена Спасић били су становници Србије (фреквенција 1:748), 5,2% Северне Македоније (1:3,578), 1,3% Црне Горе (1:4.241) и 1,2% Босне и Херцеговине (1:26.386). На Косову и Метохији их има потврђених 6,6% (1:2,516)
У Србији је учесталост презимена била већа од националног просека (1:748) у следећим регионима:
- 1. Пиротски округ (1:170)
- 2. Пчињски округ (1:253)
- 3. Јабланички округ (1:276)
- 4. Нишавски округ (1:289)
- 5. Браничевски округ (1:412)
- 6. Зајечарски округ (1:432)
- 7. Поморавски округ (1:438)
- 8. Подунавски округ (1:518)
- 9. Борски округ (1:530)
- 10. Шумадијски округ (1:578)
- 11. Расински округ (1:582)
- 12. Топлички округ (1:644)

## Људи
- Јован Спасић (1909–1981), фудбалски голман
- Милан Спасић (1909–1941), морнарички поручник
- Никола Спасић (1838–1916), велетрговац, задужбинар, привредник, добротвор и хуманитарац
- Предраг Спасић (1965), фудбалер